# Dziennice
Dziennice – wieś w Polsce, położona w województwie kujawsko-pomorskim, w powiecie inowrocławskim, w gminie Inowrocław, 8 km na wschód od centrum Inowrocławia. Liczy 137 mieszkańców (2011 r.).

## Podział administracyjny
W latach 1975–1998 miejscowość administracyjnie należała do województwa bydgoskiego.

## Demografia
Według Narodowego Spisu Powszechnego (III 2011 r.) wieś liczyła 137 mieszkańców. Jest 34. co do wielkości miejscowością gminy Inowrocław.

## Dawne nazwy
Z niemieckiego Dziennitz (nazwa stosowana podczas zaboru). W okresie II wojny światowej nazwa miejscowości brzmiała Liechtenau.

## Historia
Miejscowość była własnością generała Kołaczkowskiego. W 1902 roku znajdowała się tu stacja pocztowa i kolei żelaznej. Pozostałość linii kolejowej usunięto pod koniec XX wieku.